# Чилийский броненосец
Чилийский броненосец (лат. Chaetophractus nationi) — вид броненосцев, обитающих преимущественно в Боливии, в зоне Пуны; в департаментах Оруро, Ла-Пас и Кочабамба (Gardner, 1993). Новарк (1991) описал распространение этого вида в Боливии и на севере Чили. Недавно, по данным  Пачеко (1995), чилийский броненосец был обнаружен в зоне Пуны в Перу. Предполагают, что этот вид также обитает на севере Аргентины. Однако весьма вероятно, что там обитает только  популяция длинноволосого броненосца (C. vellerosus), которого ошибочно смешивают с чилийским. 

## Описание
Длина тела чилийских броненосцев в среднем от 20 до 40 сантиметров (8—16 дюймов), а длина хвоста от 7,6 до 17,8 см (3—7 дюймов). Панцирь этого броненосца состоит на спине из восемнадцать спинных, восемь из которых считаются подвижными. Окраска этого вида варьирует от светло-коричневого до желто-бежевого. Их зубы уникальны, потому что они непрерывно растут и не содержат эмали. Их средний вес составляет от 2 до 2.270 килограммов (4.5-5 фунтов). Броненосцы гомойотермны и способны поддерживать постоянную температуру тела, а в том числе используя противоточный теплообменник в сосудах  конечностей.

## Питание и активность
Чилийские броненосцы считаются всеядными, потому что едят разнообразную пищу. Их рацион может состоять из семян, клубней, фруктов и даже мелких позвоночных. Было обнаружено, что эти броненосцы поедают падаль и личинок, обитающих внутри трупов. Эти млекопитающие находят пищу, роясь в листьях и подстилке, используя обоняние, чтобы определить возможные пищевые объекты. Их местообитаниями являются открытые высокогорные луга. 
Этот броненосец прячется в норах  многочисленными  туннелями, которые выкапывает сам с помощью передних конечностей. Индивидуальная территория броненосца составляет около 3.24 га (8 акров). Режим сна и бодрствования чилийского броненосца зависит от сезона года и температуры окружающей среды. В летние месяцы этот вид ведет ночной образ жизни благодаря чему не перегревается. Но зимой они переходят на дневной режим активности, что помогает им поддерживать температуру тела в теплое время суток. Чилийские броненосцы общаются между собой с помощью ольфакторных и тактильных сигналов.

## Размножение
Спаривание у чилийских броненосцев происходит только во время брачного сезона. Это полигиноандрический вид, и самки, и самцы спариваются с несколькими особями противоположного пола. Все взрослые особи ведут одиночный образ жизни. Известно, что у самцов броненосцев самый длинный пенис, пропорциональный размеру тела, среди всех млекопитающих. Сезон спаривания начинается осенью, а молодые обычно рождаются летом, выводок  состоит всего лишь двух детёнышей. Однако продолжительность собственно беременности всего лишь два месяца. При двухмесячной беременности роды происходят летом, потому что семейство Dasypodidae известно своей способностью к отложенной имплантации, причём все эмбрионы получены из одной зиготы. Каждый эмбрион в утробе матери формирует собственную плаценту. Детеныши чилийских броненосцев рождаются беспомощными. Они остаются в полной зависимости от своей матери в течение пятидесяти дней и достигают половой зрелости к двенадцати месяцам.

## Угрозы и охрана
Чилийский броненосец получил плохую репутацию из-за своего девятипоясного родственника Dasypus novemcinctus и считается переносчиком проказы. Основная угроза для этого вида — это охота. Панцири добытых броненосцев идут на продажу  для изготовления музыкальных инструментов, части тела используются как медикаменты и для употребления в пищу. В некоторых случаях броненосцев уничтожают, потому что их рассматривают как вредителей, которые строительством своих нор вредят сельскому хозяйству. Другая угроза заключается в том, что они теряют большую часть своей среды обитания из-за строительства дорог, сельского хозяйства и сведения лесов. Однако предпринимаются  усилия, чтобы помочь этому виду броненосцев выжить. Конвенция о международной торговле видами диких животных, находящимися под угрозой исчезновения (СИТЕС), запретила любую торговлю чилийскими броненосцами и их отлов. Тем не менее, спрос на продукцию из этого броненосца всё ещё сохраняется, и охотники всё равно добывают их в большом количестве.